# Nudo
Nudo este un sat din comuna Nikšić, Muntenegru. Conform datelor de la recensământul din 2003, localitatea are 171 de locuitori (la recensământul din 1991 erau 201 locuitori).

## Demografie
În satul Nudo locuiesc 130 de persoane adulte, iar vârsta medie a populației este de 39,2 de ani (37,0 la bărbați și 41,3 la femei). În localitate sunt 52 de gospodării, iar numărul mediu de membri în gospodărie este de 3,29.
Populația localității este foarte eterogenă.
|  |

| Demografie | Demografie | Demografie |
| An         | Locuitori  | Locuitori  |
| ---------- | ---------- | ---------- |
|            |            |            |
|            |            |            |
|            |            |            |
|            |            |            |
| 1948       | 267        |            |
| 1953       | 264        |            |
| 1961       | 264        |            |
| 1971       | 238        |            |
| 1981       | 206        |            |
| 1991       | 201        | 198        |
| 2003       | 238        | 171        |

| \| Componența etnică conform recensământului din 2003[2] \| Componența etnică conform recensământului din 2003[2] \| Componența etnică conform recensământului din 2003[2] \| Componența etnică conform recensământului din 2003[2] \| Componența etnică conform recensământului din 2003[2] \| \| ----------------------------------------------------- \| ----------------------------------------------------- \| ----------------------------------------------------- \| ----------------------------------------------------- \| ----------------------------------------------------- \| \| \| \| \| \| \| \| Muntenegreni \| Muntenegreni \| \| 90 \| 52,63% \| \| Sârbi \| Sârbi \| \| 72 \| 42,1% \| \| Iugoslavi \| Iugoslavi \| \| 1 \| 0,58% \| \| necunoscută \| necunoscută \| \| 0 \| 0% \| |              |  |    |        |
| Componența etnică conform recensământului din 2003 |              |  |    |        |
| |              |  |    |        |
| Muntenegreni | Muntenegreni |  | 90 | 52,63% |
| Sârbi | Sârbi        |  | 72 | 42,1%  |
| Iugoslavi | Iugoslavi    |  | 1  | 0,58%  |
| necunoscută | necunoscută  |  | 0  | 0%     |